# Tanja Hüberli
Tanja Hüberli (født 27. august 1992) er en schweizisk beachvolleyspiller.
Hun repræsenterede Schweiz ved sommer-OL 2020 i Tokyo, hvor hun blev elimineret i ottendedelsfinalen.
Ved sommer-OL i Paris i 2024 vandt hun bronze.